# Robert Schweizer
Robert Karl Werner Schweizer (* 16. Mai 1938 in Stuttgart; † 3. Januar 2025) war ein deutscher Jurist und Hochschullehrer. 

## Leben und Wirken
Nach dem Abitur am Gymnasium Korntal im Jahre 1958 studierte er von 1958 bis 1963 Rechts- und Staatswissenschaften sowie (nicht abgeschlossen) Volkswirtschaft in München und Lausanne. Während seines Studiums schloss er sich dem Münchner Wingolf an.  1963 legte er die Erste juristische Staatsprüfung ab und absolvierte von 1963 bis 1967 die Referendarszeit. 1965 erfolgte die Promotion zum Dr. jur. bei Murad Ferid an der Ludwig-Maximilians-Universität München zum Thema: „Die Rechtsprechung des Bayerischen Obersten Landesgerichts auf dem Gebiet des Internationalen Privatrechts“. 1967 bestand er die Große Juristische Staatsprüfung. Anschließend war er von 1967 bis 1968 juristischer Referent bei der Allianz tätig. Von 1968 bis 1971 leitete Schweizer die Rechtsabteilung von Spaten-Franziskaner Bräu. Es folgte von 1971 bis 1974 die Mitgliedschaft in der Geschäftsleitung Infratest, wo er allein-verantwortlich für die Abteilung Finanzen/Verwaltung/Recht war. Er wurde 1972 als Rechtsanwalt zugelassen und mit Einwilligung von Infratest nicht aktiver Sozius der Rechtsanwaltskanzlei „Schweizer Wenninger“. Schweizer war von 1972 bis 2004 Mitglied des Vorstands der Internationalen Rechtsbibliothek im Institut für Rechtsvergleichung der Ludwig-Maximilians-Universität München. Ab 1975 wurde er aktiver Partner in der 1972 gegründeten Sozietät.
Ab 1976 war Schweizer Justitiar des Verbandes der Deutschen Markt- und Sozialforschungsgesellschaften. Schweizer erhielt 1978 einen Lehrauftrag der Ludwig-Maximilians-Universität München für Rechtstatsachenforschung. 1985 wurde er in die Berufsrolle des Berufsverbandes Deutscher Markt- und Sozialforscher eingetragen.
1987 wurde er dann assoziiertes Mitglied der Geschäftsführung, dann des Vorstands des weltweit tätigen Medienkonzerns Burda, zeichnete verantwortlich im Vorstand für den Bereich Recht und war ab 1988 Fachanwalt für Arbeitsrecht. Er gehörte ab 1992 dem Deutschen Presserat an. Dort war er sowohl im Plenum als auch im Beschwerdeausschuss tätig. 1996/1997 und 2000/2001 war er der Sprecher des Deutschen Presserats.
Er wurde 1994 zum Professor für Rechtssoziologie an der Universität München ernannt und war ab 1996 Vorstandsmitglied im Verband der Zeitschriftenverlage in Bayern und ab 1999 Wissenschaftlicher Beirat im Institut für Urheber- und Medienrecht. 2001 folgte „Prof. Schweizer – erste virtuelle Kanzlei®“ (Mandant und Anwalt sehen und hören sich live im Internet beim Gespräch, Datenbanken mit Content und Urteilen, tägliche Meldungen aus dem Umkreis der Kanzlei, Chats im Auftrag von Zeitschriften). 2007 wurde er Justitiar des Berufsverbandes Deutscher Markt- und Sozialforscher, deren Anwalt er schon seit Jahrzehnten war.
Robert Schweizer verstarb am 3. Januar 2025 im Alter von 86 Jahren.

## Ehrungen und Auszeichnungen
- 2015 Ehrenmitglied des Berufsverbandes Deutscher Markt- und Sozialforscher[3]
- 2015 Ehrenmitglied des Verbandes der Zeitschriftenverlage in Bayern
- 2007 „Ehrenpreis der Deutschen Marktforschung“ verliehen durch den BVM Berufsverband Deutscher Markt- und Sozialforscher
- 1998 Ehrenmitglied des Verbandes der Markt- und Sozialforschungsgesellschaften und -Institute

## Schriften
- Die Entdeckung der pluralistischen Wirklichkeit – Durchschnittsleser; Presserecht, Verständiger Verbraucher, Wettbewerbsrecht, Wertvorstellungen, Grundnorm. Berlin, 3. Aufl. 2000
- Schweizer/Quitt: Rechtstatsachenermittlung durch Befragen, Band I: Die Definitionsfrage, Köln 1985
- R. Schweizer/A. Schweizer: Recht in Garten und Nachbarschaft. Stuttgart, 2. Aufl. 2007 – 3. Aufl. Juni 2008.
- über 200 Beiträge in Fach- und Festschriften[4]
- über 200 Artikel in Zeitungen und Publikumszeitschriften
- über 3.000 Online-Publikationen.